# Jan Spyra
Jan Spyra, ps. "Lech", "Sablik", "Szpada" (ur. 1 czerwca 1900 w Dębieńsku, zm. 1961) – powstaniec śląski, żołnierz AK, w dwudziestoleciu międzywojennym funkcjonariusz Straży Celnej.
Urodził się w rodzinie Józefa i Emilii z d. Piecha. Uczęszczał do szkoły powszechnej w Zaborzu. Po ukończeniu szkoły podjął pracę w koksowni.

## Powstania śląskie
Po zakończeniu I powstania śląskiego musiał uciekać do Poznania, gdzie przeszedł szkolenie w szkole podoficerskiej w 7 Dowództwie Okręgu Generalnego. Ukończywszy szkolenie wrócił na Śląsk, by wziąć udział w pracach komisji plebiscytowej w Łagiewnikach, a następnie w III powstaniu śląskim.

## Okres międzywojenny
Po zakończeniu powstania został przeniesiony do Straży Celnej w woj. poznańskim, by w 1922 ponownie wrócić na Śląsk i objąć stanowisko kierownika placówki Straży Celnej w Łagiewnikach. W latach 1927–1937 Spyra pełnił funkcję kierownika Oddziału Gospodarczego Śląskiego Okręgu Straży Granicznej w Katowicach, zastępcy kwatermistrza i płatnika. Od 1 października 1937 w stopniu starszego przodownika pełnił obowiązki komendanta komisariatu Straży Granicznej w Orzeszu.

## II wojna światowa
W sierpniu 1939 został zmobilizowany i otrzymał przydział do batalionu marszowego 43 pp. w Włodzimierzu Wołyńskim. Brał udział w kampanii wrześniowej, 25 września dostał się do niewoli radzieckiej pod Rawą Ruską jako zwykły żołnierz. 1 listopada, jako jeniec, został przekazany Niemcom.
Pod koniec sierpnia 1940 jako chory na płuca i niezdolny do pracy został zwolniony z niewoli niemieckiej. Powrócił do Dębieńska i przez kilka miesięcy leczył się w domu. Pod koniec 1940 skontaktowali się z nim jego dawni podwładni ze Straży Granicznej: Józef Bienek i Stanisław Kubiaczyk. Na tym spotkaniu ustalono, że w środowisku przedwojennych strażników granicznych powstanie tajna organizacja, która docelowo obejmie również inne środowiska. Początkowo akcja werbunkowa postępowała opieszale: Spyra, wycieńczony pobytem w stalagu, był wciąż przykuty do łóżka, Kubiaczyk ostatecznie nie zgłosił akcesu do organizacji. Jedynie Bienek dość aktywnie nawiązywał kontakty wśród sprawdzonych i zaufanych ludzi. Jednak mimo starań Bienka, organizacja ta nie wyszła poza stadium tworzenia struktur. We wrześniu 1942 pogranicznicy weszli w struktury Armii Krajowej.
Spyra z rąk inspektora Kuboszka otrzymał nominację na komendanta Wojskowej Służby Ochrony Powstania (WSOP) na cały inspektorat rybnicki. W 1943 Spyra otrzymał rozkaz przystąpienia do odtwarzania struktur podinspektoratu Cieszyn oraz prowadzenia rozmów scaleniowych z Gwardią Ludową Polskiej Partii Socjalistycznej (GL PPS). Rozmowy te zakończyły się sukcesem i w grudniu 1943 ponad 600 gwardzistów PPS weszło w struktury rybnickiej AK.
We wrześniu 1943 Spyra został drugim zastępcą inspektora Kuboszka, a po wyrzuceniu w listopadzie 1943 Pawła Cierpioła z szeregów AK, Spyra pozostał jedynym zastępcą.
Po aresztowaniu Kuboszka 9 lutego 1944 Spyra przejął funkcję inspektora, którą pełnił nieco ponad miesiąc, do marca 1944, kiedy to komendant Okręgu Śląskiego AK Zygmunt Janke "Zygmunt" mianował inspektorem rybnickim Pawła Cierpioła, a Spyrę jego zastępcą.
Pod koniec sierpnia 1944 Spyra, coraz bardziej odsuwany przez Cierpioła na boczny tor, porzucił pracę w konspiracji i ukrywał się do końca wojny.

## Lata powojenne
W 1945 włączył się w odtwarzanie władz powiatowych starostwa rybnickiego. W 1947 został aresztowany za nielegalne posiadanie broni i skazany przez Wojskowy Sąd Rejonowy w Katowicach na pięć lat więzienia. W wyniku amnestii, po trzech latach odsiadki wyszedł na wolność. Zmarł w 1961 na raka krtani.